# Emerald Isle
Emerald Isle és una població dels Estats Units a l'estat de Carolina del Nord. Segons el cens del 2008 tenia 3.641 habitants.

## Demografia
Segons el cens del 2000, Emerald Isle tenia 3.488 habitants, 1.644 habitatges i 1.088 famílies. La densitat de població era de 257 habitants per km².
Dels 1.644 habitatges en un 16% hi vivien nens de menys de 18 anys, en un 60,6% hi vivien parelles casades, en un 4% dones solteres, i en un 33,8% no eren unitats familiars. En el 26% dels habitatges hi vivien persones soles el 8,6% de les quals corresponia a persones de 65 anys o més que vivien soles. El nombre mitjà de persones vivint en cada habitatge era de 2,12 i el nombre mitjà de persones que vivien en cada família era de 2,49.
Per edats la població es repartia de la següent manera: un 13,1% tenia menys de 18 anys, un 4,8% entre 18 i 24, un 24% entre 25 i 44, un 35,7% de 45 a 60 i un 22,4% 65 anys o més.
L'edat mediana era de 50 anys. Per cada 100 dones de 18 o més anys hi havia 105,8 homes.
La renda mediana per habitatge era de 53.274 $ i la renda mediana per família de 60.257 $. Els homes tenien una renda mediana de 35.833 $ mentre que les dones 28.417 $. La renda per capita de la població era de 31.316 $. Entorn del 2,1% de les famílies i el 2,7% de la població estaven per davall del llindar de pobresa.

## Poblacions més properes
El següent diagrama mostra les poblacions més properes.